# 碇坪路
碇坪路，是位於新北市石碇區的一條道路，屬於縣道106號乙線一部分。

## 簡介
道路於2013年11月19日核定道路命名。主要是將縣道106號乙線6公里處至22公里處路段命名為碇坪路，共分有兩段，通往新北市坪林區，一段西接石碇區靜安路一段、二段東抵坪林區坪碇路三段。2015年1月28日位於坪林區境內的碇坪路三段改名為坪碇路。

## 分段點
碇坪路共分有二段：
- 一段：東起石碇區雙溪口、西至彭山隧道北側出口，全長約5公里。
- 二段：東起彭山隧道出口、西至與坪林區交界處，全長約6公里。

## 沿線鄰近設施
|                                                   |  |
| - 一段（接靜安路一段） - 二段（接華梵路、坪碇路） |  |